# Winifred Edgerton Merrill
Winifred Edgerton (Ripon, Wisconsin, 24 de setembro de 1862 – 6 de setembro de 1951) foi uma matemática estadunidense. Foi a primeira mulher a obter uma graduação na Universidade Columbia e a primeira mulher dos Estados Unidos a obter um PhD em matemática. Recebeu um PhD com altas honras na Universidade Columbia em 1886, com votos unânimes da banca avaliadora, após sua defesa de tese ter sido rejeitada a primeira vez.

## Vida e formação
Filha única de Clara e Emmett Edgerton, que aparentemente dispunham de recursos suficientes para construir para ela um pequeno observatório doméstico. Obteve o bacharelado pelo Wellesley College em 1883 e lecionou por um tempo na Sylvanus Reed's School. Continuou seu interesse em astronomia usando dados do observatório de Harvard para calcular a órbita do cometa 12P/Pons-Brooks de 1883. Pediu então permissão à Universidade Columbia para usar seu telescópio. Em 4 de fevereiro de 1884 os membros do conselho concordaram, considerando-a um "caso excepcional" e advertindo-a "a não incomodar os estudantes do sexo masculino". Ela foi obrigada a trabalhar como assistente de laboratório do diretor do observatório.
Estudou matemática e astronomia em Columbia, que na época era uma instituição exclusivamente masculina. Seus professores incluíram John Krom Rees, John Howard Van Amringe e William Guy Peck. Depois que seu primeiro apelo para receber um diploma foi rejeitado pelos curadores, ela foi aconselhada pelo reitor Frederick Augustus Porter Barnard a falar com cada um dos curadores individualmente. Na reunião seguinte ela recebeu o título de PhD com altas honras da Universidade Columbia em 1886, por votação unânime. Sua tese foi "Multiple Integrals and Their Geometrical Interpretation of Cartesian Geometry, in Trilinears and Triplanars, in Tangentials, in Quaternions, and in Modern Geometry; Their Analytical Interpretations in the Theory of Equations, Using Determinants, Invariants and Covariants as Instruments in the Investigation".
"In 1886 Winifred Edgerton '83 took the doctor's degree in Mathematics at Columbia, the first Wellesley graduate to receive that degree, and probably the first woman in the country to take it in mathematics. At the time we were greatly impressed and pleased to learn of the results of an effort on the part of some Columbia men to make things hard for this undesired student. They asked their professor to use the hardest possible text in their course in Celestial Mechanics. The book chosen was Watson's (Celestial Mechanics), which Miss Hayes' class, including Winifred Edgerton, had used at Wellesley."
Mary Williams escreve que "A concessão deste grau foi o evento marcante do início de 1886 em Columbia. Quando a ela foi dado o seu diploma, de acordo com relatos de jornais, houve uma "terrível rodada de aplausos que os valentes estudantes no corpo da casa mantiveram por dois minutos".

## Carreira
Winifred lecionou matemática em várias instituições por vários anos após sua graduação em Columbia. A ela foi oferecida uma posição como professor de matemática no Wellesley College, mas ela recusou, devido a planos de se casar com Frederick Merrill em 1887. Merrill, também graduado em Columbia (1885; PhD, 1890), tornou-se geólogo do Estado de Nova York (1899-1904) e diretor do Museu do Estado de Nova York. Eles tiveram quatro filhos.
Merrill também foi membro de um comitê que solicitou à Universidade Columbia que fundasse o Barnard College em 1889. Tornou-se a primeira instituição secular de Nova Iorque a conceder a mulheres um diploma de artes liberais.
Em 1906 Winifred Edgerton Merrill fundou a Oaksmere School for Girls, dirigindo-a até 1928, quando ela abandonou a escola e mudou-se para Nova Iorque.
No cinquentenário de sua formatura em Wellesley, um retrato de Winifred Edgerton Merrill foi apresentado à Columbia e agora está pendurado em um dos prédios acadêmicos com a inscrição "Ela abriu a porta".
Está sepultada no Green-Wood Cemetery.